# یوری کاوانو
یوری کاوانو (انگلیسی: Juri Kawano؛ زادهٔ ۱۶ دسامبر ۱۹۹۶) بازیکن فوتبال اهل ژاپن است.